# Zavec
Zavec je priimek več znanih Slovencev:
- Apolonija Bedina Zavec, biokemičarka?
- Dejan Zavec (*1976), boksar, poslanec
- Jani Zavec, klarinetist
- Matej Zavec, glasbenik
- Srečko Zavec, zborovodja
- Tina Zavec, radijska moderatorka